# سام ساندرز
سام ساندرز (بالإنجليزية: Sam Sanders)‏ هو مدير فني أمريكي، ولد في 19 مارس 1938.